# Kanton Haubourdin
Haubourdin (Nederlands: Harbodem) is een voormalig kanton van het Franse Noorderdepartement. Het kanton maakte deel uit van het arrondissement Rijsel. In 2015 is dit kanton opgegaan in de nieuw gevormde kantons Rijsel-6, Faches-Thumesnil en Annœullin.

## Gemeenten
Het kanton Haubourdin omvatte de volgende gemeenten:
- Emmerin
- Haubourdin (hoofdplaats)
- Loos
- Santes
- Wavrin